# Кінта-де-Олівос
Кі́нта-де-Олі́вос (ісп. Quinta Presidencial de Olivos — президентська садиба в Олівосі, також вживається назва Quinta de Olivos) — заміська резиденція президента Аргентини, розташована в м. Олівосі, провінція Буенос-Айрес. Кінта де Олівос — житлова резиденція президента, працює він у палаці Каса Росада в Буенос-Айресі. Народне прізвисько резиденції — «клітка для птахів» (ісп. pajarera).

## Історія

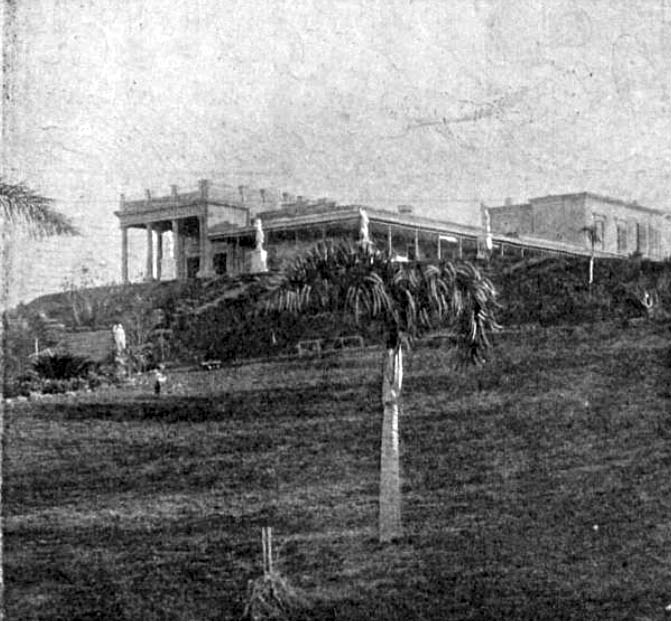
Кінта де Олівос в 1898

Будівництво садиби на замовлення Мігеля Хосе Асквенаги було розпочато 1851 року. Зведенням керував відомий аргентинський архітектор Прілідіано Пуейредон. Ним створений еклектичний дизайн вілли, з елементами неоготики та бароко. Будівництво закінчено 1854 року. Хоча наступні президенти робили багато перепланувань, архітектурний стиль палацу практично не змінився.
Навколо будинку був розбитий величезний сад з пальмами (зокрема Butia, Phoenix canariensis, Chamaerops humilis), кедрами, кипарисами, соснами, араукаріями та банановими деревами. Так як у Аскенаги не було спадкоємців, він заповідав віллу своєму племіннику Антоніо Хусто Олагеру Фелью. Той у свою чергу продав частину помістя, а решту заповів своєму племіннику Карлосу Вільятте Олагеру, який заповів садибу уряду Аргентини з умовою, що там буде створено президентський палац.
Коли 1913 року Карлос Вільятте Олагер помер, ділянка в 35 га з будинком і садом була передана в розпорядження уряду. Деякий час там розташовувався громадський парк.
30 вересня 1918 року Президент Аргентини Іполіто Іріґоєн офіційно прийняв садибу у державну власність. Він зробив Кінту-де-Олівос резиденцією міністра закордонних справ. Першим її жителем став міністр Оноріо Пуейрредон.
Лише після перевороту 1930 року і приходу до влади генерала Хосе Фелікса Урібуру будинок стали використовувати як резиденцію президента. Наступник Урібуру — Агустін Педро Хусто — формально закріпив за будинком статус резиденції президента. Він також зайнявся упорядкуванням прилеглої території, зокрема висадив велику кількість жакаранд.
У 1940 спадкоємці Вільятте ініціювали судовий процес з повернення вілли, оскільки вважали, що уряд Аргентини порушив умови заповіту, але Верховний суд відхилив їхній позов.
У резиденції жив і помер Хуан Домінго Перон — президент Аргентини у 1946—1955 і 1973—1974 роках. Він разом з дружиною також був похований на території резиденції, але згодом його рештки було перенесено на кладовище Чакаріта, а її — на Реколету.
Президент Аргентини де факто генерал Педро Арамбуру став першим правителем Аргентини, який жив у Кінта де Олівос постійно.
1961 року Кінта де Олівос стала місцем таємних переговорів між президентом Аргентини Артуро Фрондісі та міністром економіки Куби Че Геварою, які проводилися з метою залагодити американо-кубинський конфлікт.
На території резиденції часто влаштовували різноманітні звані вечори та інші заходи. Концерт 1969 року, організований президентом Хуаном Карлосом Онганіа, призвів до пожежі, яка значно пошкодила історичну споруду.
1969 року на території резиденції було побудовано геліпорт, 1972 — каплицю, 1991 року за президента Карлоса Менема — мініатюрне поле для гольфу.
У Кінта де Олівос у різний час також жили президенти Ектор Кампора, Леопольдо Галтьєрі та Едуардо Дуальде.
У резиденції 14 листопада 1993 року був підписаний Пакт Олівос — політична угода між Менемом і колишнім президентом Раулем Альфонсином (глава головної опозиційної партії, центристського Громадянського радикального союзу) з метою реформування Конституції Аргентини.

## Зображення

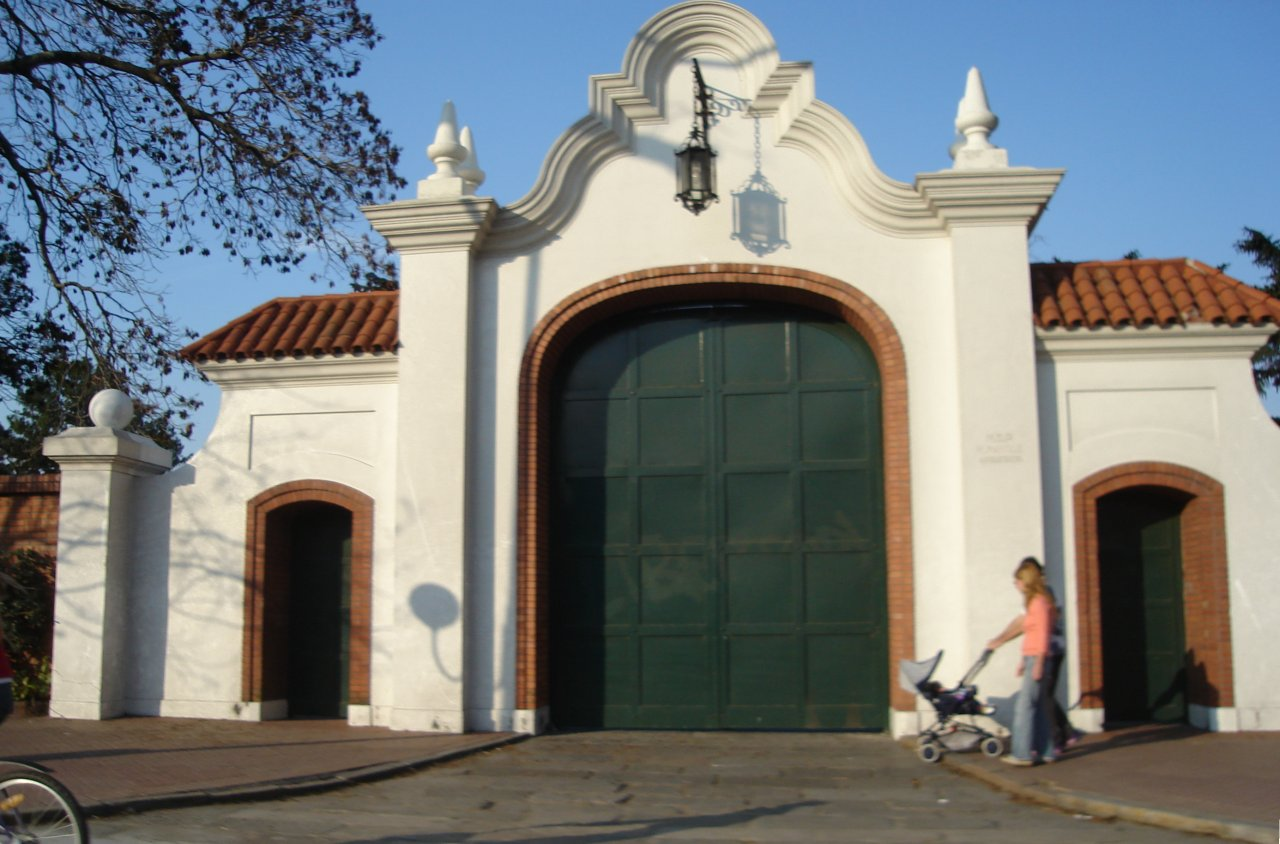
Головні ворота резиденції Кінта-де-Олівос
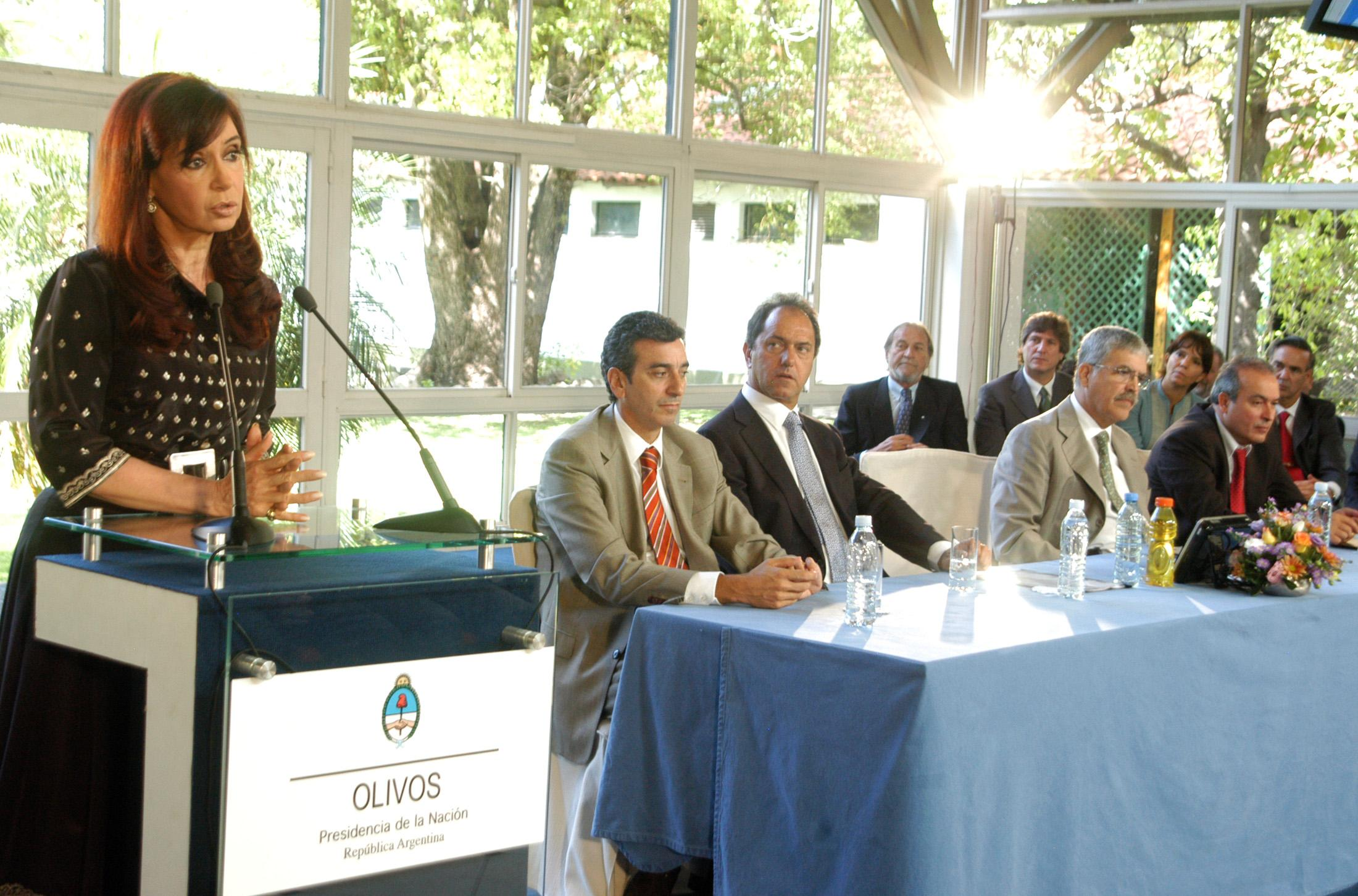
Крістіна Кіршнер виступає у Кінта-де-Олівос (2009)
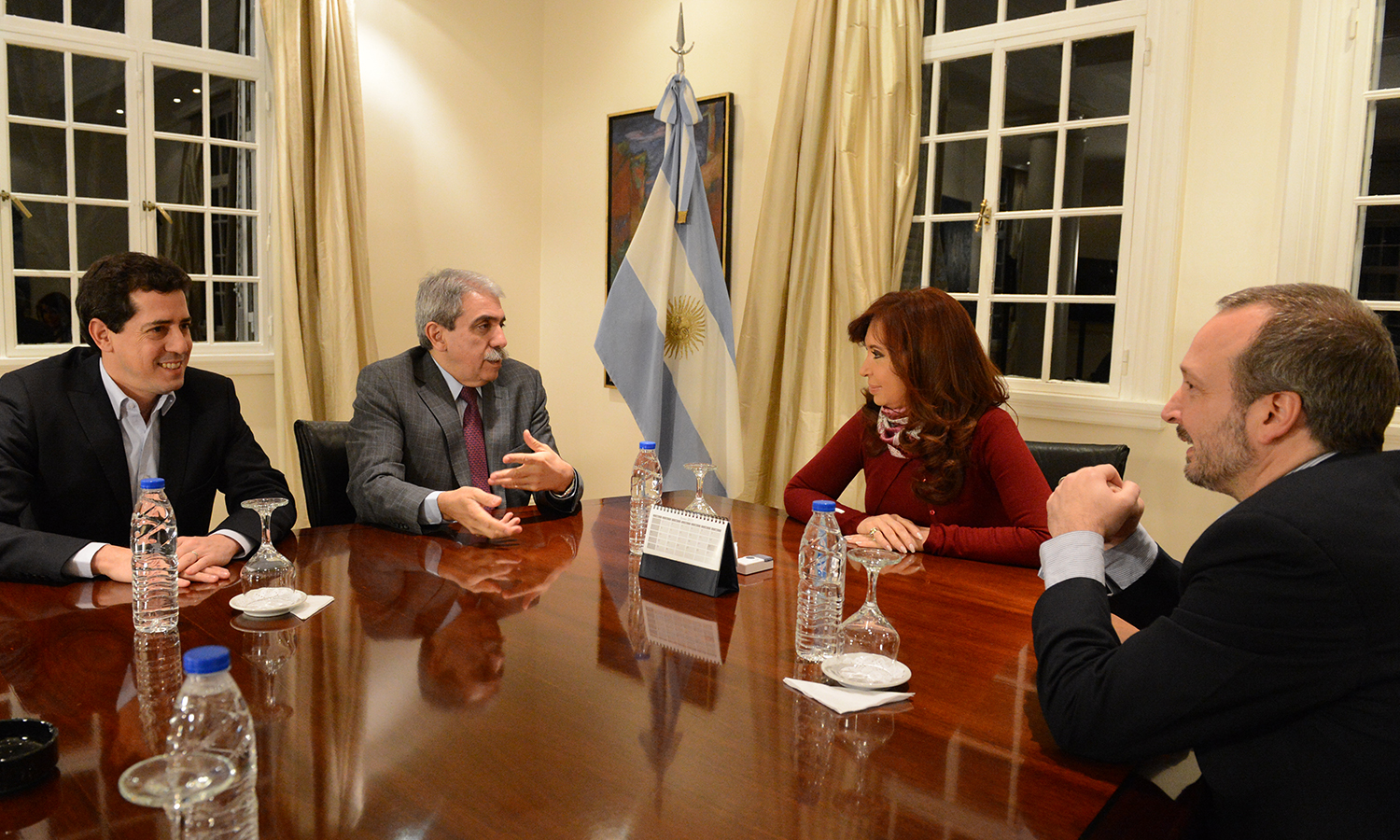
Президент Крістіна Кіршнер і прем'єр-міністр Анібаль Фернандес проводять зустріч у Кінта-де-Олівос (2015)
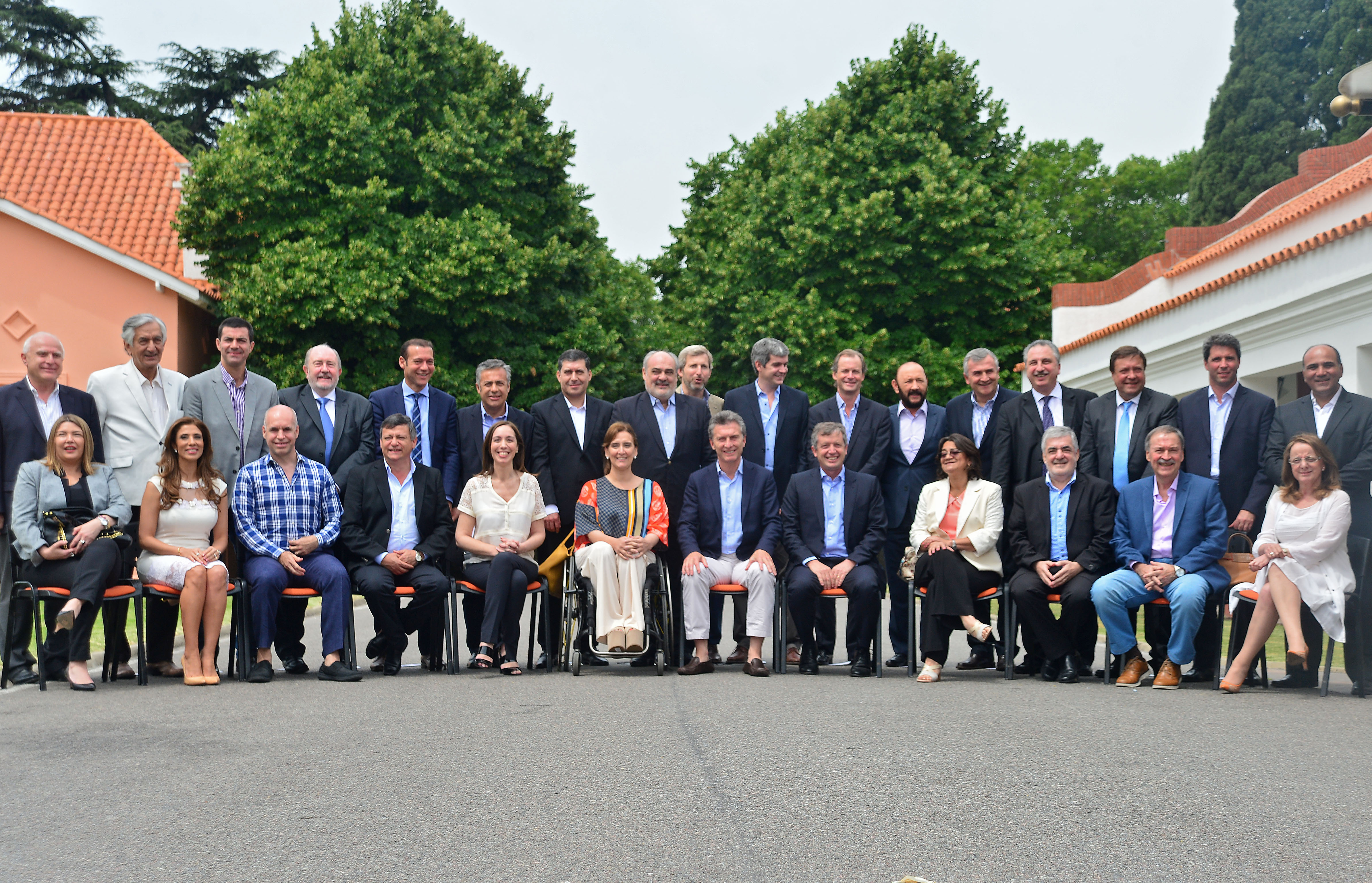
Зустріч президента Маурісіо Макрі з губернаторами провінцій у Кінта-де-Олівос (2015)
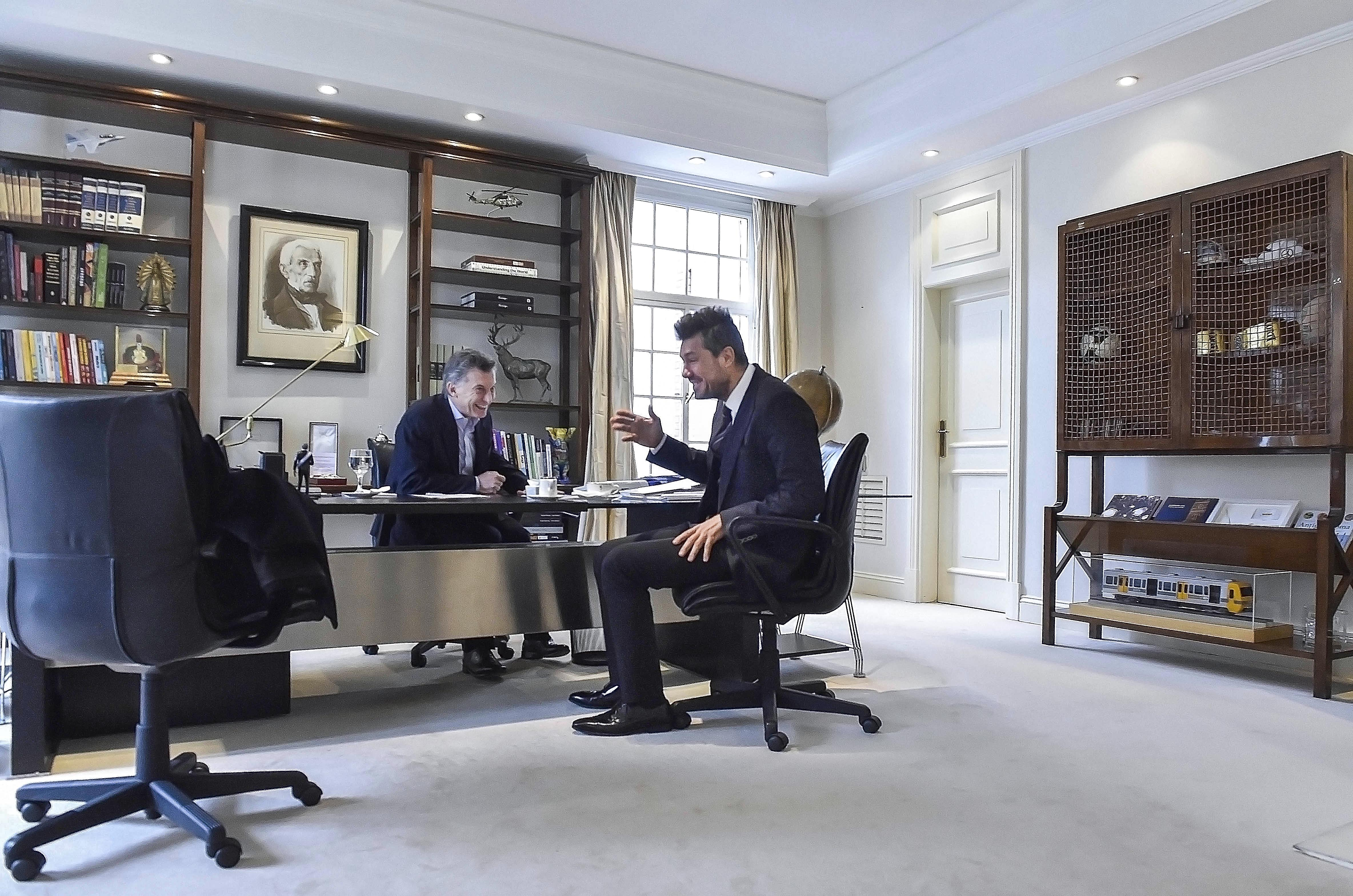
Зустріч президента Маурісіо Макрі з головою ФК Сан-Лоренсо де Альмагро Марсело Тінеллі у його кабінеті у Кінта-де-Олівос (2016)
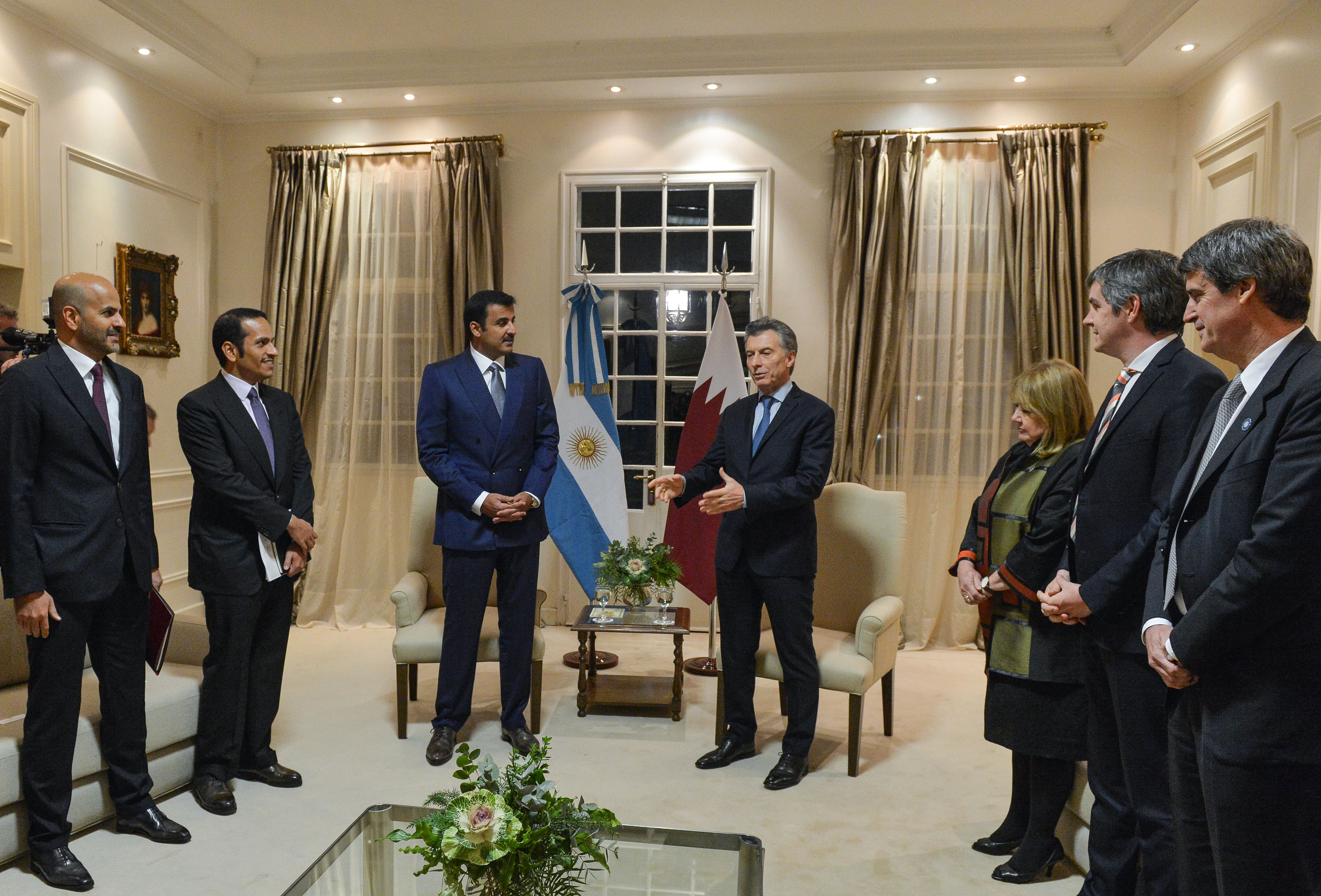
Зустріч президента Маурісіо Макрі з еміром Катару Тамімом бін Хамад Аль Тані у Кінта-де-Олівос (2016)
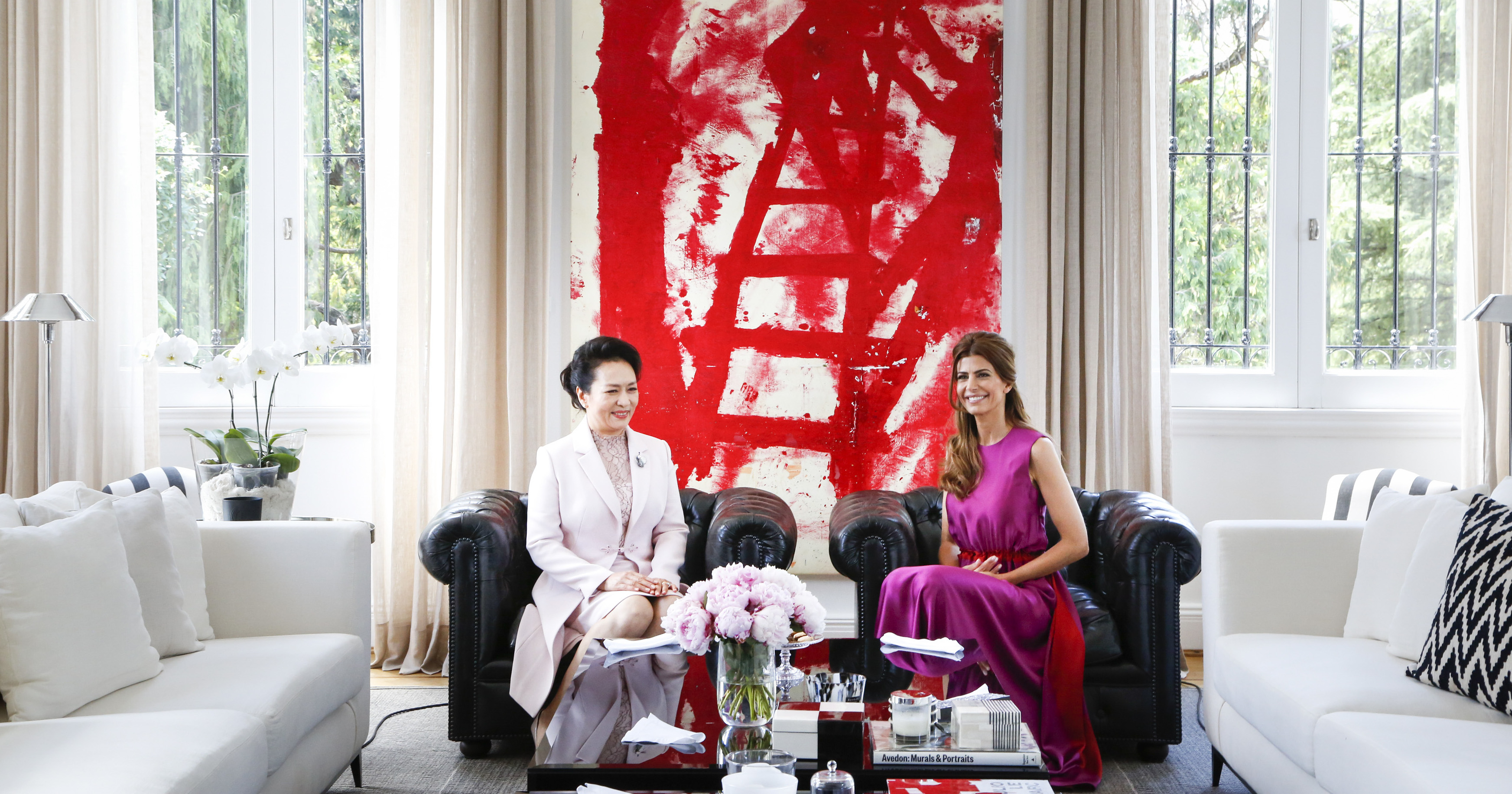
Перші леді Аргентини і Китаю у Кінта-де-Олівос (2018)
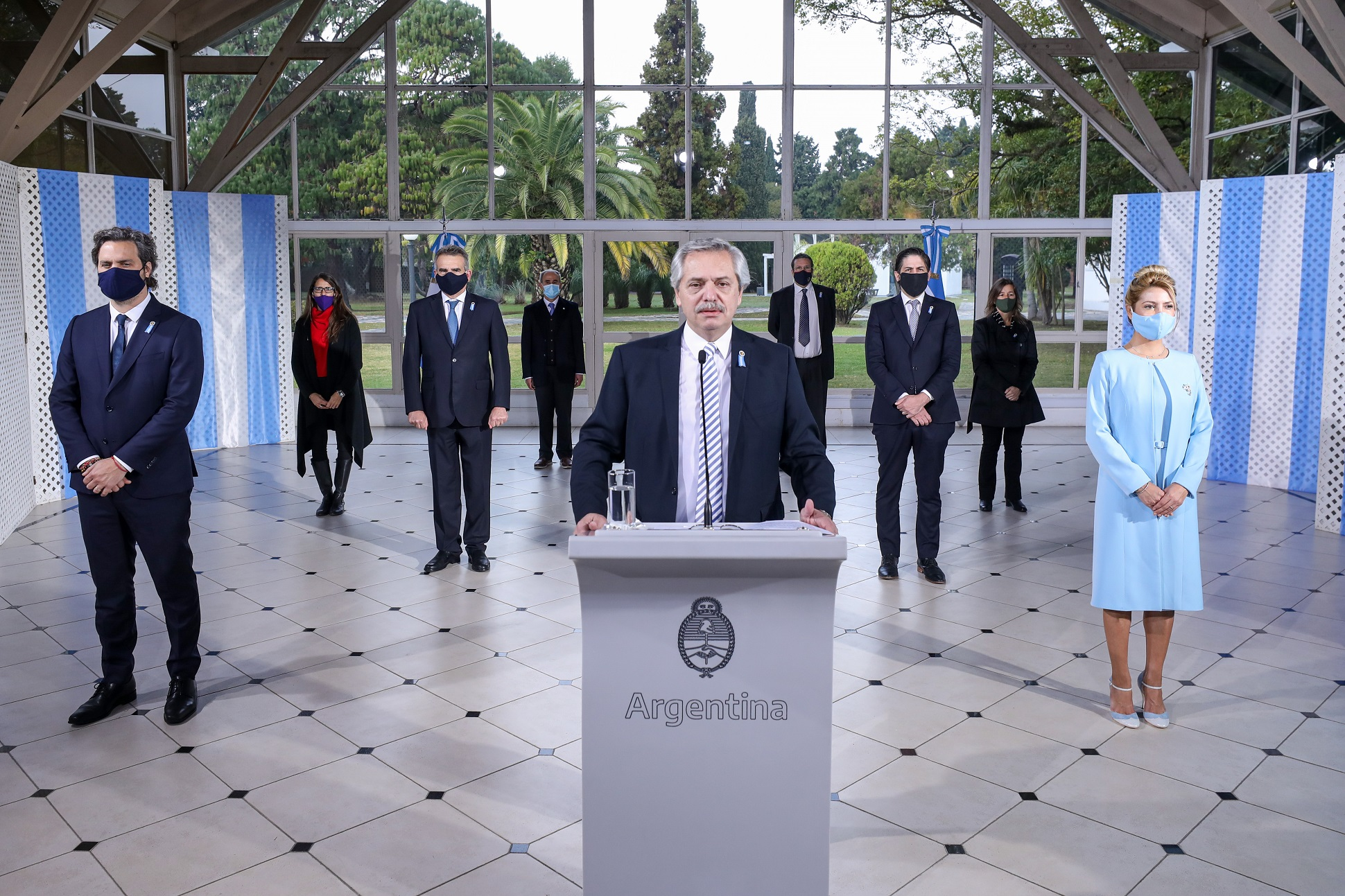
Президент Альберто Фернандес у Кінта-де-Олівос (2020)